# بين باستور
بين باستور (بالإيطالية: Ben Pastor)‏ هي كاتِبة إيطالية، ولدت في 4 مارس 1950 في روما في إيطاليا.